# William Lukuvi

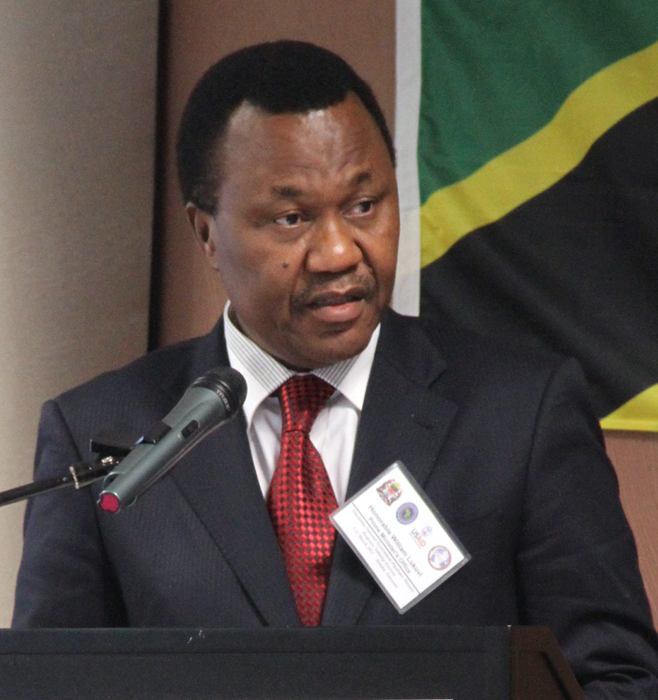
William Lukuvi (2011)

William Vangimembe Lukuvi (* 15. August 1955 in Mapogoro, Idodi, Distrikt Iringa, Region Iringa) ist ein tansanischer Politiker der Chama Cha Mapinduzi (CCM), der seit 2015 Minister für Land, Wohnen und Siedlungsentwicklung ist.

## Leben

### Studien, Jugend- und Parteifunktionär
William Vangimembe Lukuvi besuchte von 1962 bis 1970 die Kitanewa Primary School, die er mit einem Certificate of Primary Education Examination (CPEE) beendete. Er war zwischen 1973 und 1977 Mitglied der Tanganyika African National Union (TANU) und absolvierte von 1974 bis 1975 das Tabora Teacher Training College, das er mit einem Lehrerzertifikat abschloss. In dieser Zeit engagierte er sich als Vorsitzender der TANU am Tabora Teacher Training College. Er war im Anschluss von 1975 bis 1980 als Lehrer tätig und wurde in dieser Zeit 1977 Mitglied der Chama Cha Mapinduzi (CCM), die aus einem Zusammenschluss der TANU und der Afro-Shirazi Party (ASP) entstand. Er war zwischen 1980 und 1984 Jugendsekretär der CCM in einem Distrikt sowie einer Region und absolvierte von 1982 bis 1983 einen Studiengang für Politikwissenschaften an der Komsomol-Hochschule in Moskau, den er mit einem Diplom abschloss. Im Anschluss fungierte er zwischen 1984 und 1989 als Leiter einer Abteilung in der Parteizentrale der CCM sowie von 1993 bis 1994 als stellvertretender Generalsekretär des Jugendverbandes der CCM.

### Abgeordneter, Vizeminister und Staatsminister
Lukuvi war zwischen 1994 und 1995 von Premierminister Cleopa David Msuya ernannter Distriktkommissar des Distrikts Bukoba. 1995 wurde er für die CCM erstmals Mitglied der Nationalversammlung, der sogenannten Bunge, und gehört dieser nach seinen Wiederwahlen 2000, 2005, 2010, 2015 und 2020 seither als Vertreter des Wahlkreises Ismani an. Er war zugleich von 1995 bis 2000 Vize-Minister für Jugend und Arbeit. Während dieser Zeit begann er 1999 ein Studium im Fach Internationale Beziehungen und Diplomatie an der Washington International University, das er 2001 mit einem Bachelor of Arts (BA International Studies and Diplomacy) beendete.
2000 wurde William Lukuvi Staatsminister im Amt des Premierministers für Policy, Parlamentarische Angelegenheiten und Koordination (Ministry of the State in the Prime Minister Office Responsible for Policy, Parliamentary Affairs and Coordination) und bekleidete dieses Amt unter Premierminister Frederick Sumaye bis 2005. Zugleich fungierte er zwischen 2000 und 2005 als Parlamentarischer Geschäftsführer (Chief Whip) der CCM-Fraktion in der Nationalversammlung. 2001 wurde er Mitglied des Nationalen Exekutivrates der CCM und gehört diesem Gremium seither an. Darüber hinaus war er von 2005 bis 2010 Mitglied des Parlamentsausschusses für Land, natürliche Ressourcen und Umwelt (Lands, Natural Resources and Environment Committee).

### Regionalkommissar von Dodoma und Daressalam sowie Minister
2006 wurde Lukuvi von Premierminister Edward Lowassa zum Regionalkommissar der Region Dodoma ernannt und bekleidete dieses Amt bis 2008. Im Anschluss wurde er 2008 vom neuen Premierminister Mizengo Pinda zum Regionalkommissar der Region Daressalam berufen und hatte diesen Posten bis 2010 inne. Während dieser Zeit begann er 2008 ein postgraduales Studium im Fach Politikwissenschaften an der Fernuniversität Open University of Tanzania (OUT), das er 2011 mit einem Master of Arts (MA Political Science) beendete. Er ist seit 2010 sowohl Mitglied des Zentralkomitees (ZK) der CCM als auch Mitglied des Ethikkomitees der CCM. Am 28. November 2010 wurde er abermals Staatsminister im Amt des Premierministers für Policy, Parlamentarische Angelegenheiten und Koordination und behielt dieses Amt unter Premierminister Mizengo Pinda bis Januar 2015. Er war zwischen 2015 und 2018 Mitglied des Parlamentsausschusses für Land, natürliche Ressourcen und Tourismus (Lands, Natural Resources and Tourism Committee).
Am 24. Januar 2015 übernahm William Lukuvi den Posten als Minister für Land, Wohnen und Siedlungsentwicklung (Minister of Lands, Housing and Human Settlements Development) im zweiten Kabinett von Staatspräsident Jakaya Kikwete und hatte diesen vom 5. November 2015 bis zum 5. Dezember 2020 auch im ersten Kabinett von Staatspräsident John Magufuli inne. Diesen Posten übernahm er zudem vom 5. Dezember 2020 bis zum Tode des Präsidenten am 18. März 2021 auch im zweiten Kabinett Magufuli sowie in der seither amtierenden Regierung der bisherigen Vizepräsidentin Samia Suluhu Hassan. Als Minister riss er 2017 ein ihm gehörendes Wohnhaus für eine Straßenbaumaßnahme der Tanzania National Roads Agency in Mapogoro in der Region Iringa persönlich ab.